# سیاه تنگرس فارسی
سیاه تنگرس فارسی (نام علمی: Rhamnus persica) نام یک گونه از سرده سیاه تنگرس است.